# Божидар Искренов
Божидар Георгиев Искренов (Гиби) е бивш български футболист, национал.
Роден е на 1 август, 1962 г. в София.

## Кариера
Юноша на Левски, с чийто отбор старша възраст е шампион на България за 1981 г. Играе като нападател за Левски от 1979 до 1989 (дебютира на 10 май 1980 срещу Славия (0:2), първия му гол е на 18 февруари 1981 в 1/8-финал за купата срещу Локомотив (София) (4:1).
Последния му мач е на 28 октомври 1989 срещу Сливен (3:2), а последния му гол е на 2 септември 1989 г. срещу Пирин (1:1)), Реал Сарагоса (Испания) през 1989/90, Лозанаспорт (Швейцария) през 1990/91, Ботев (Пловдив) през 1991 – 1992, ЦСКА на два пъти от 1993 до 1994 (Борис Гаганелов умишлено не го пуска в игра при връщането му), Шумен през 1994, Септември през 1994/95 г. и Вашингтон Уортхогс (САЩ) от 1995 до 1998 г.
Шампион през 1984, 1985 и 1988 г., носител на купата на страната през 1979 (КСА), 1982 (в неофициалния турнир), 1984, 1986 с Левски и през 1993 г. с ЦСКА. С 263 мача и 58 гола в А група и 40 мача и 12 гола за купата на страната. В евротурнирите има 25 мача и 4 гола (3 мача за Левски в КЕШ, 8 мача и 2 гола за Левски в КНК, 10 мача за Левски, 2 мача и 1 гол за Шумен и 2 мача и 1 гол за Ботев в турнира за купата на УЕФА). Има 56 мача и 5 гола за националния отбор, където дебютира на 28 октомври 1981 г. срещу Бразилия (0:3), а последния му мач е на 12 май 1993 г. срещу Израел (2:2) в София. Участва на СП-1986 в Мексико (играе в 3 мача, осминафинал). За младежкия национален тим има 7 мача и 1 гол.
Прякорът му е Гибона, по-кратко – Гиби. Един от последните големи артисти в българския футбол, спечелил си признанието Радостта на народа, подобно на бразилеца Гаринча. Бърз, с неподражаем финт, рязък демараж и стрелба с двата крака. Неудържим за бранителите. Един от най-големите таланти в българския футбол за всички времена. Ръководител на школи за млади играчи първо в южните щати, после и във Вашингтон.

## В киното
През 1985 г. се снима във филма Скъпа моя, скъпи мой. Има и роля в Маневри на петия етаж.

## Статистика по сезони
- Левски (Сф) – 1980/пр. - А РФГ, 4 мача/0 гола
- Левски (Сф) – 1980/81 – А РФГ, 11/2
- Левски (Сф) – 1981/82 – А РФГ, 28/4
- Левски (Сф) – 1982/83 – А РФГ, 26/5
- Левски (Сф) – 1983/84 – А РФГ, 29/11
- Левски (Сф) – 1984/85 – А РФГ, 13/4
- Левски (Сф) – 1985/86 – А РФГ, 26/6
- Левски (Сф) – 1986/87 – А РФГ, 24/8
- Левски (Сф) – 1987/88 – А РФГ, 27/13
- Левски (Сф) – 1988/89 – А РФГ, 11/1
- Левски (Сф) – 1989/ес. - А РФГ, 9/0
- Реал Сарагоса – 1989/90 – Примера Дивисион, 12/3
- ФК Лозана – 1990/91 – Швейцарска Суперлига, 28/11
- Ботев (Пд) – 1991/92 – А РФГ, 23/6
- Ботев (Пд) – 1992/ес. - А РФГ, 8/1
- ЦСКА – 1993/пр. - А РФГ, 11/2
- Шумен – 1993/ес. - А РФГ, 3/1
- ЦСКА – 1994/пр. - А група, 10/4
- Септември – 1994/95 – Б РФГ, 21/7
- Вашингтон Уортхогс – 1995/96 – Континентална футзал лига, 27/8
- Вашингтон Уортхогс – 1996/97 – Континентална футзал лига, 23/6
- Вашингтон Уортхогс – 1997/98 – Континентална футзал лига, 18/5
- От 2008 – 2015 Генрален спортен директор на ФК „Левски“ 1914
- От 2015 / 16 Регионален представител на БФС, България към юношенските национални отбори